# Fondamentalismo ebraico
L'espressione fondamentalismo ebraico può riferirsi tanto al sionismo religioso militante quanto all'Ebraismo Haredi ashkenazita o sefardita.
Il termine "fondamentalismo" è stato usato originariamente in riferimento ad alcuni gruppi cristiani nordamericani protestanti ma oggi comunemente si riferisce a movimenti anti-modernisti di qualsiasi religione che si basino sull'interpretazione letterale delle loro sacre scritture.